# معتمدية بوسالم
معتمدية بوسالم إحدى معتمديات الجمهورية التونسية، تابعة لولاية جندوبة. تحدها شمالا معتمدية بلطة بوعوان وشرقا ولاية باجة وجنوبا معتمدية تبرسق وغربا معتمديتي جندوبة وجندوبة الشمالية بمساحة جملية تقدر ب 32.800 هك. تعتبر معتمدية بوسالم منطقة فلاحية رائدة على المستويين الجهوي والقومي لم تتميز به من مساحات هامة من أراضي فلاحية منها ما هي مروية ومنها ماهي داخل المنطقة العمومية السقوية.